# جفری دنیل
جفری دنیل (به انگلیسی: Jeffrey Daniel) متولد ۲۴ اوت ۱۹۵۷ در لس‌آنجلس، کالیفرنیا، خواننده، رقاص و ترانه‌سرای آمریکایی بود. بیشتر شهرت وی به خاطر عضویت در گروه شمار بود. وی را می‌توان ابداع‌گر رقص معروف مون‌واک دانست که برای اولین بار در تلویزیون انگلیس توسط وی به اجرا درآمد. بعدها این رقص توسط مایکل جکسون و در برنامه موتاون ۲۵: دیروز، امروز، برای همیشه به اجرا درآمد و باعث شهرت جهانی این رقص شد.
از فیلم‌هایی که وی در آن‌ها نقش داشته است، می‌توان به سلامم را به برود استریت برسانید اشاره نمود.